# ジャズ+クラシック/ロック=ナイス
『ジャズ+クラシック/ロック=ナイス』（Nice） は、イングランドのロック・バンドのザ・ナイスが1969年に発表した3作目のアルバム。

## 解説

### 経緯
ザ・ナイスは1968年11月に前作『少年易老学難成』を発表し、1969年にはロンドンのマーキー・クラブ、バーミンガムのマザーズ、マンチェスター大学、リーズ大学など国内で活動した後、4月から5月までアメリカ公演を行った。そして帰国後、ロンドンのトライデント・スタジオで新作アルバムを制作した。
彼等はライブ演奏について非常に高い評価を得てきたが、それまでに発表した2作のスタジオ・アルバムの売り上げは今一つだった。そこで彼等は新作の片面にライブ録音を収録した。

### 内容
オリジナルLPには、片面にスタジオ録音が4曲、もう片面に1969年4月9日と10日のフィルモア・イーストでのコンサートからの2曲が収録された。見開きジャケットの内側にキース・エマーソンの手書きによる収録曲の解説が掲載された。
スタジオ録音の4曲のうち、オリジナルは3曲。「アズラエル･リヴィジテッド」は、イギリスでデビュー・シングル「ナイスの思想」の裏面に収録された「アズラエル」の再録音。原曲と同様にセルゲイ・ラフマニノフのピアノ曲『前奏曲 嬰ハ短調』（作品3-2）が引用され、エマーソンが調弦を変えて演奏するピアノがホンキー・トンク・ミュージックの雰囲気を醸し出している。また同曲ではレニー・トリスターノの「ターキッシュ・マンボ」が引用されている。「空虚な日々の想い出」は、エマーソンが1969年2月4日にロンドンの Institute of Contemporary Artsでバイオリニストのジョン・メイヤーと演奏して気に入ったエドゥアール・ラロ作曲『スペイン交響曲』（作品21）第5楽章を改作したもので、リー・ジャクソンが歌詞をつけた。「フォー･イグザンプル」には、前半のオルガン・トリオの演奏にケニー・ホイーラーなどのロンドンのジャズ・ミュージシャン、後半のピアノ・トリオの演奏にジョン・サーマンなどのニューヨークのジャズ・ミュージシャンが、現地での録音を介して参加しており、後半ではザ・ビートルズの「ノルウェーの森」とミュージカル『ウエスト・サイド・ストーリー』の挿入歌「アメリカ」の一節が演奏される。「夢を追って」の原曲はアメリカのシンガーのティム・ハーディンがデビュー・アルバムTim Hardin 1（1966年）に収録した'How Can We Hang On to a Dream'である。
ライブ録音の2曲のうち、オリジナル曲の「ロンド '69'」はデビュー・アルバム『ナイスの思想』に収録された「ロンド」であり、ここでは冒頭にヨハン・ゼバスティアン・バッハ作曲の『イタリア協奏曲』第3楽章の最初の24小節、中間部にバッハ作曲の『トッカータとフーガ ニ短調 BWV 565』の一節が演奏されている。「シー･ビロングス･トゥ･ミー」の原曲はボブ・ディランがアルバム『ブリンギング・イット・オール・バック・ホーム』（1965年）で発表した。1969年4月9日と10日の演奏が編集で繋ぎ合わされて収録された。
裏ジャケットに掲載された5枚の写真のうち、上段左のものにジャクソンを挟んで写っているのはイエスのクリス・スクワイアとビル・ブルーフォードである。

## 収録曲

### オリジナルLP
| #         | タイトル                                       | 作詞・作曲                 | 時間  |
| --------- | ---------------------------------------------- | -------------------------- | ----- |
| 1.        | 「アズラエル･リヴィジテッド Azrael Revisited」 | Keith Emerson, Lee Jackson | 5:52  |
| 2.        | 「夢を追って Hang on to a Dream」              | Tim Hardin                 | 4:46  |
| 3.        | 「空虚な日々の想い出 Diary of an Empty Day」   | Emerson, Jackson           | 3:54  |
| 4.        | 「フォー･イグザンプル For Example」            | Emerson, Jackson           | 8:57  |
| 合計時間: | 合計時間:                                      | 合計時間:                  | 23:29 |

| #         | タイトル                                                                              | 作詞・作曲                      | 時間  |
| --------- | ------------------------------------------------------------------------------------- | ------------------------------- | ----- |
| 1.        | 「ロンド '69' Rondo '69'」(ライヴ・アット・フィルモア・イースト)                      | Emerson, Jackson, Brian Davison | 7:55  |
| 2.        | 「シー･ビロングス･トゥ･ミー She Belongs to Me」(ライヴ・アット・フィルモア・イースト) | Bob Dylan                       | 11:50 |
| 合計時間: | 合計時間:                                                                             | 合計時間:                       | 19:45 |

### CD
- ジャズ+クラシック/ロック=ナイス+2[注釈 9]

| #         | タイトル                                                                      | 作詞・作曲                      | 時間  |
| --------- | ----------------------------------------------------------------------------- | ------------------------------- | ----- |
| 1.        | 「アズラエル･リヴィジテッド Azrael Revisited」                                | Keith Emerson, Lee Jackson      | 5:52  |
| 2.        | 「夢を追って Hang on to a Dream」                                             | Tim Hardin                      | 4:46  |
| 3.        | 「空虚な日々の想い出 Diary of an Empty Day」                                  | Emerson, Jackson                | 3:54  |
| 4.        | 「フォー･イグザンプル For Example」                                           | Emerson, Jackson                | 8:57  |
| 5.        | 「ロンド'69' Rondo '69'」                                                     | Emerson, Jackson, Brian Davison | 7:55  |
| 6.        | 「シー･ビロングス･トゥ･ミー She Belongs to Me」                               | Bob Dylan                       | 11:55 |
| 7.        | 「夢を追って Hang on to a Dream」(ボーナス・トラック、シングルA面)            | Tim Hardin                      | 4:45  |
| 8.        | 「空虚な日々の想い出 Diary of an Empty Day」(ボーナス・トラック、シングルB面) | Emerson, Jackson                | 4:00  |
| 合計時間: | 合計時間:                                                                     | 合計時間:                       | 52:04 |

- Nice (Expanded De-luxe Edition)[注釈 10]

| #         | タイトル                                                                                  | 作詞・作曲                      | 時間  |
| --------- | ----------------------------------------------------------------------------------------- | ------------------------------- | ----- |
| 1.        | 「アズラエル･リヴィジテッド Azrael Revisited」                                            | Keith Emerson, Lee Jackson      | 5:52  |
| 2.        | 「夢を追って Hang on to a Dream」                                                         | Tim Hardin                      | 4:46  |
| 3.        | 「空虚な日々の想い出 Diary of an Empty Day」                                              | Emerson, Jackson                | 3:54  |
| 4.        | 「フォー･イグザンプル For Example」                                                       | Emerson, Jackson                | 8:57  |
| 5.        | 「ロンド'69' Rondo '69'」(Recorded Live at Fillmore East, New York)                       | Emerson, Brian Davison, Jackson | 7:55  |
| 6.        | 「シー･ビロングス･トゥ･ミー She Belongs to Me」(Recorded Live at Fillmore East, New York) | Dylan                           | 11:55 |
| 7.        | 「夢を追って Hang on to a Dream」(モノ・シングル・ミックス)                               | Hardin                          | 4:45  |
| 8.        | 「空虚な日々の想い出 Diary of an Empty Day」(モノ・シングル・ミックス)                    | Emerson, Jackson                | 3:59  |
| 9.        | 「セント・トーマス St. Thomas」(BBCセッションズ)                                          | Sony Rollins                    | 2:28  |
| 10.       | 「Pathetique Symphony 4th」(Live at Fairfields Hall, 1969)                                | Unidentified                    | 7:06  |
| 11.       | 「Lt. Kije (The Troika)/Rondo」(Live at Fairfields Hall, 1969)                            | Unidentified                    | 8:00  |
| 合計時間: | 合計時間:                                                                                 | 合計時間:                       | 69:37 |

## 評価
全英アルバム・チャートで最高位3位を記録した。

## 参加ミュージシャン
ザ・ナイス
- キース・エマーソン　Keith Emerson – ハモンド・オルガン、ピアノ
- リー・ジャクソン　Lee Jackson – ベース・ギター、ヴォーカル
- ブライアン・デヴィソン　Brian Davison – ドラムス、パーカッション

その他
以下のミュージシャンが「フォー･イグザンプル」に参加。
- アラン・スキドモア　Alan Skidmore
- Joe Harriott
- Chris Pyne
- ケニー・ホイーラー　Kenny Wheeler
- ジョン・サーマン　John Surman
- Joe Newman
- ペッパー・アダムス　Pepper Adams